# NGC 5972
NGC 5972 је лентикуларна галаксија у сазвежђу Змија која се налази на NGC листи објеката дубоког неба.
Деклинација објекта је + 17° 1' 34" а ректасцензија 15h 38m 54,1s. Привидна величина (магнитуда) објекта NGC 5972 износи 13,8 а фотографска магнитуда 14,7. NGC 5972 је још познат и под ознакама UGC 9946, MCG 3-40-16, CGCG 107-18, PGC 55684.